# Paddtjärnen (Bjurtjärns socken, Värmland)
Paddtjärnen är en sjö i Storfors kommun i Värmland och ingår i Göta älvs huvudavrinningsområde.